# Blažejská lípa
Blažejská lípa je památný strom, lípa velkolistá (Tilia platyphyllos), severovýchodně od Branišova, části města Toužim v okrese Karlovy Vary v Karlovarském kraji.
Solitérní lípa roste vedle ruiny kostela svatého Blažeje u břehu Blažejského rybníka, jehož okolí bylo vyhlášeno jako přírodní památka Blažejský rybník. Dutý kmen stromu nese zachovalou primární korunu se silnými všestranně rostoucími větvemi, které jsou ve střední a horní části koruny hákovité, ve spodní obloukovitě stoupavé. Konce spodních větví se téměř dotýkají země. I přes zásah bleskem v roce 1957 je strom v dobrém zdravotním stavu. V době vyhlášení památným stromem bylo jeho stáří odhadováno na 350 let. Měřený obvod přímého kmene činí 514 cm, výška stromu je 24 m (měření 2014). Za památný byl strom vyhlášen v roce 1986 pro své stáří a významný vzrůst.
Okolo stromu prochází naučná stezka Svatého Blažeje, nedaleko pak Davidova stezka, pojmenovaná po místním rodákovi Aloisi Martinu Davidovi.

## Stromy v okolí
- Branišovský dub
- Lípa u Hroníka